# PC15 Alzettefietsroute
De PC15 Alzette-Radweg (Alzettefietsroute of PC15 de l'Alzette) is een langeafstandsfietsroute (Piste Cycable) van het Luxemburgse nationale fietsroutenetwerk in Luxemburg. De route volgt de loop van de Alzette vanaf de monding in de Sauer bij Ettelbrück tot Dommeldange, een stadsdeel van Luxemburg. Het traject is bewegwijzerd in twee richtingen.

## Traject
De route volgt de loop van de Alzette door het brede dal en start in Ettelbrück. Hier kan worden aangesloten op de PC16 Sauer-Radweg welke de Sauer volgt naar Echternach en Duitsland. In Colmar-Berg is er een aftakking naar de PC12 Attert-Radweg. In Mersch is er een aftakking naar de PC14 Eisch-Mamer-Radweg die het dal van de Eisch in gaat.
In Dommeldange kan worden aangesloten op de PC1 Centrum-Radweg door de hoofdstad.

## Aansluitingen met andere routes
- In Ettelbrück kan worden aangesloten op de PC16 Sauer-Radweg.
- In Colmar-Berg kan worden aangesloten op de PC12 Attert-Radweg.
- In Mersch kan worden aangesloten op de PC14 Eisch-Mamer-Radweg.
- In Dommeldange (stadsdeel Luxemburg) kan worden aangesloten op de PC1 Centrum-Radweg.